# World Marathon Majors
World Marathon Majors är en årlig friidrottstävling som startade 2006. Tävlingen omfattar de sju årliga maratontävlingarna i Tokyo, Boston, London, Berlin, Chicago, New York samt, från och med 2025, Sydney. Dessutom ingår maratonloppet i VM och OS i tävlingen de år då VM respektive OS genomförs.
Varje tävling omfattar två på varandra följande år och resultaten från det andra året i en period överlappar med nästa år i kommande period varför den första tävlingen omfattar åren 2006-2007 och nästa period åren 2007-2008. 
Varje deltagare som placerar sig bland de fem bästa får poäng enligt följande skala (1:a 25 p, 2:a 15 p, 3:a 10 p, 4:a 5 p och 5:a 1 p). De fyra bästa resultaten under tävlingsperioden räknas och den som har högst poäng när tävlingen avslutas får totalt 500 000 amerikanska dollar.

## Vinnare tävlingsåret 2006/2007
- Herrklassen 2006/07 vanns av Kenyas Robert Cheruiyot som uppnådde totalt 80 poäng.
- Damklassen vanns av Etiopiens Gete Wami som även hon uppnådde 80 poäng.